# Sildafjorden

Sildafjorden är en del av Hardangerfjorden i Kvinnherads kommun, Hordaland fylke, Norge.
Den sträcker sig på syd- och östsidan av Varaldsøy och är den östliga fortsättningen på Kvinnheradsfjorden i sydväst och fortsätter som Hissfjorden på nordsidan av Varaldsøy. Sildafjorden har en sidofjord, Maurangsfjorden, som sträcker sig österut mot Mauranger.
Fjorden har sitt inlopp i söder mellan Skjelnesodden på Varaldsøy i nordväst och Lyngstranda i sydöst, därifrån går den 15 km runt halva Varaldsøy. Till slutet av Murangsfjorden är det 21 km.
Fjorden är uppkallad efter en lilla ön Sild som ligger strax öster om Varaldsøy.